# Alan Daniels
Alan Terrae Daniels (ur. 9 kwietnia 1984 w Tulsie) – amerykański koszykarz, występujący na pozycjach rzucającego obrońcy oraz niskiego skrzydłowego.
Został wybrany w szóstej rundzie draftu D-League z numerem 1.

## Osiągnięcia
NCAA
- Zaliczony do składów[1]:
  - All-Southland First Team (2005, 2006)
  - Southland All-Tournament Team (2005, 2006)
- Lider konferencji Southland w[2]:
  - punktach (2005, 2006)
  - przechwytach (2006)
  - liczbie celnych (75) i oddanych (247) rzutów za 3 punkty (2006)
  - liczbie celnych (250) i oddanych (574) rzutów z gry (2006)

Indywidualne
- Uczestnik:
  - meczu gwiazd PLK (2008)[3]
  - konkursu wsadów PLK (2008)[4]